# Babes Only-Villapark Lingemeer-Flanders
Babes Only-Villapark Lingemeer-Flanders, Flanders-Prefetex, RDM-Flanders, Flanders-iTeamNova, Flanders-Afin.com, Flanders und Babes Only-Fonce-Flanders war ein belgisches Radsportteam, welches von 2000 bis 2007 bestand.

## Geschichte
Die Mannschaft wurde im Jahre 2000 unter dem Namen Flanders-Prefetex gegründet. Weiter Sponsoren neben dem Fahrradhersteller Flanders, dessen Rennräder das Team auch fuhr, waren RDM, iTeamNova und Afin.com. Seit 2005 nahm die Mannschaft an der UCI Europe Tour als Continental Team teil. Co-Sponsoren waren 2007 Babes Only und Villapark Lingemeer. Der Manager des Teams waren André Tummeleer und Thierry Masschelein. Zur Saison 2008 wurde das Team nicht mehr als Continental Team registriert.

## Erfolge
2000
- eine Etappe FBD Milk Rás
- Finnischer Meister – Einzelzeitfahren

2001
- Finnischer Meister – Straßenrennen

2002
- Archer Grand Prix
- Grote Prijs Marcel Kint
- eine Etappe Tour of China
- eine Etappe Tour of Japan
- eine Etappe Tour of Southland
- Neuseeländischer Meister – Einzelzeitfahren
- Neuseeländischer Meister – Straßenrennen

2003
- Gesamtwertung und eine Etappe Tour of Southland
- vier Etappen Herald Sun Tour
- eine Etappe Tour of Qinghai Lake
- Kanadischer Meister – Straßenrennen

2006
- Gesamtwertung und zwei Etappen Serbien-Rundfahrt
- Gesamtwertung und zwei Etappen Bulgarien-Rundfahrt
- Bulgarischer Meister – Straßenrennen
- Bulgarischer Meister – Einzelzeitfahren

2007
- Grand Prix Criquielion
- Grand Prix de la ville de Pérenchies

## Mannschaft 2007
| Name               | Geburtstag         | Nationalität           | Team 2008                       |
| ------------------ | ------------------ | ---------------------- | ------------------------------- |
| Michael Blanchy    | 24. September 1981 | Belgien                | Josan-Mercedes                  |
| Alex Coutts        | 25. September 1983 | Vereinigtes Königreich | Giant Asia Racing Team          |
| Kevin De Vaere     | 1. Juli 1983       | Belgien                | Davitamon-Lotto-Jong Vlaanderen |
| Wouter Declercq    | 10. Februar 1975   | Belgien                |                                 |
| Joop de Gans       | 12. April 1984     | Niederlande            |                                 |
| Ramuntxo Garmendia | 27. Oktober 1980   | Spanien                |                                 |
| Aron Huysmans      | 11. Juli 1980      | Belgien                |                                 |
| Justin Kerr        | 1. Dezember 1979   | Neuseeland             |                                 |
| Ronny Poelvoorde   | 13. Januar 1969    | Belgien                |                                 |
| Peter Ronsse       | 9. Februar 1980    | Belgien                | Cyclingnews-Jako                |
| Jean-Paul Simon    | 26. März 1982      | Belgien                | Josan-Mercedes                  |
| Martijn Simons     | 8. Januar 1970     | Niederlande            |                                 |
| Steven Thys        | 19. Juli 1978      | Belgien                |                                 |
| Bart Velghe        | 27. November 1978  | Belgien                |                                 |
| Mart van Zandbeek  | 21. August 1982    | Niederlande            |                                 |

## Bekannte ehemalige Fahrer
- Steven De Neef (2000)
- Wim Van Huffel (2000)
- Bert Scheirlinckx (2002–2005)
- Staf Scheirlinckx (2003)
- Eddy Ratti (03.2004–2004)
- Daniel Lloyd (2004–2005)
- Alex Coutts (2004–2005+2007)
- Denis Flahaut (2006)
- Iwajlo Gabrowski (2006)
- Michael Blanchy (2007)